# تسل آن در همرزباخ
شهر تسل آن در همرزباخ (به آلمانی: Zell am Harmersbach) در ایالت بادن-وورتمبرگ در کشور آلمان واقع شده‌است.